# Julius Schindler (Schiff)
Die Julius Schindler war ein Rohöltanker, der mit einer Havarie und einem Ölaustritt zwischen 9- und 90.000 Tonnen am 11. Februar 1969 vor den Azoren in Verbindung gebracht wird.

## Geschichte

### Das Schiff
Die Julius Schindler, getauft nach dem Hamburger Tankschiffreeder Julius Schindler, wurde 1955 als letztes einer Baureihe von neun Schiffen der Deutschen Werft in Hamburg gebaut und wie ihr Schwesterschiff Ernst G. Russ durch die Ernst Russ Reederei bereedert. Das Schiff besaß eine Tragfähigkeit von 18.300 tdw. Nach dem Unfall wurde das Schiff am 29. September 1971 nach Panama verkauft und fuhr noch bis zur Verschrottung im Jahr 1975 als Albarosa.

### Havarie
In mehreren Quellen wird das Schiff als Verursacher eines Ölaustritts von zwischen 9- und 90.000 Tonnen geführt. Dieser soll am 11. Februar 1969 vor dem Hafen Ponta Delgada bei den Azoren erfolgt sein. Da die Tragfähigkeit des Tankers bei rund 18.000 Tonnen lag, ist eine Menge von 9.000 Tonnen am wahrscheinlichsten.